# Вальків (Словаччина)
Вальків або Валков (словац. Valkov) — колишнє село в Словаччині, на території теперішнього Стропківського округу Пряшівського краю евакуйоване у 1965 році в результаті будови водосховища Велика Домаша у 1962-1967 роках.
Кадастр села адміністративно належить до кадастра села Бжани.
На місці колишнього села розташована туристична база «Валков» на західному березі водосховища.

## Історія
Уперше згадується у 1363 році. У 1957 році в селі нараховувалось 42 хат. Переважна більшість населення переселилось у Сольну Баню (тепер міська частина Пряшева Соливар), решта у Стропків, Гуменне, Банську Бистрицю, Брезницю або Люботице біля Пряшева.

## Пам'ятки
Із села залишилася тільки одна хата та греко-католицька церква Покрови Пресвятої Богородиці з 1817 року в стилі пізнього бароко, перебудована в 1927 та 1981—1984 роках, з 1963 року національна культурна пам'ятка.

## Населення
У 1880 році в селі проживало 210 осіб, з них 203 осіб вказало рідною мовою словацьку а 6 осіб були німі, 1 угорську, 204 греко-католиків, 3 римо-католики, 3 юдеї.
У 1910 році в селі проживало 270 осіб, з них 229 осіб вказало рідною мовою русинську, 25 словацьку, 4 німецьку, 12 іншу, 235 греко-католиків, 31 римо-католиків, 4 юдеї.